# St. Prokop (Pohoř)

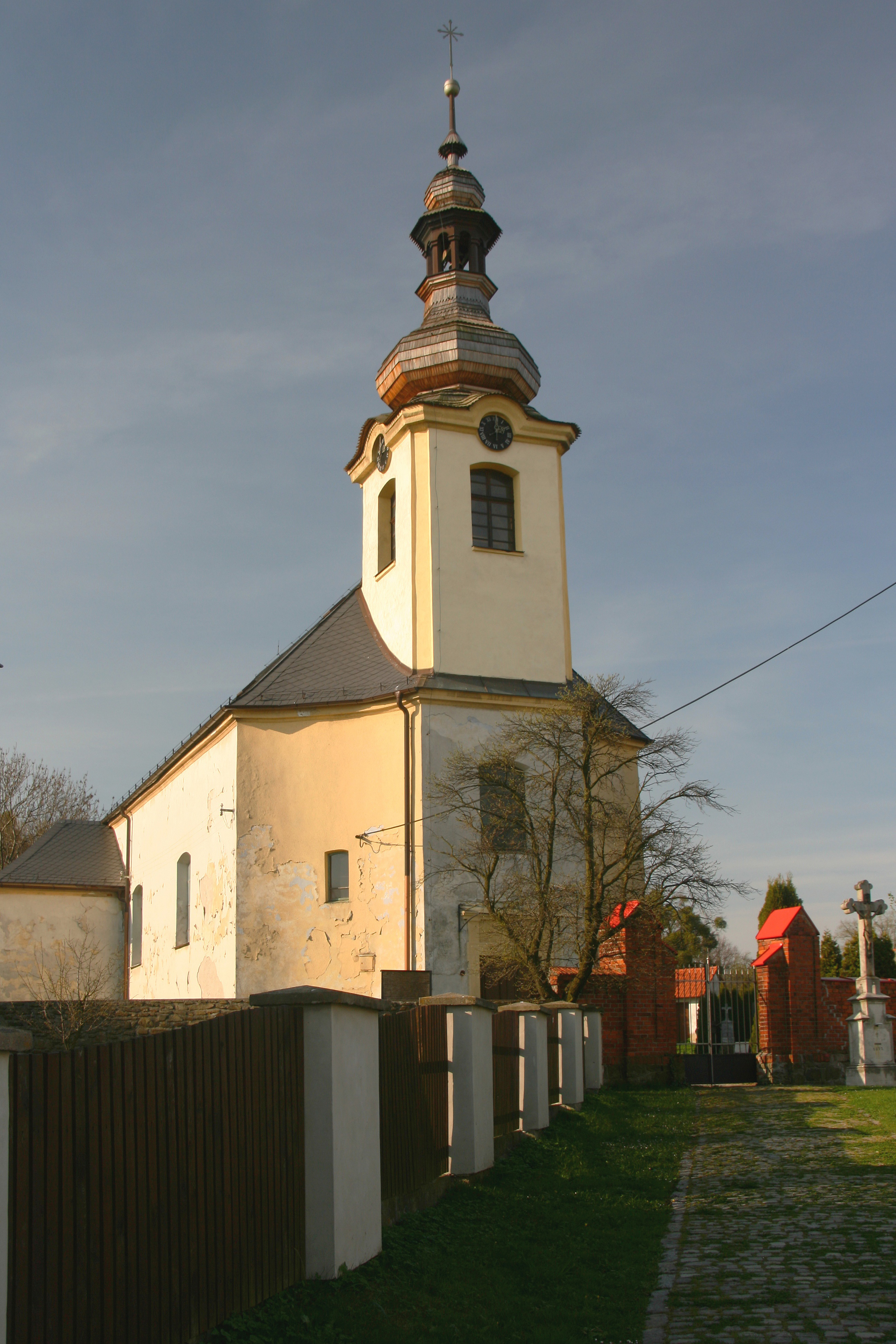
Ansicht von Norden (2014)

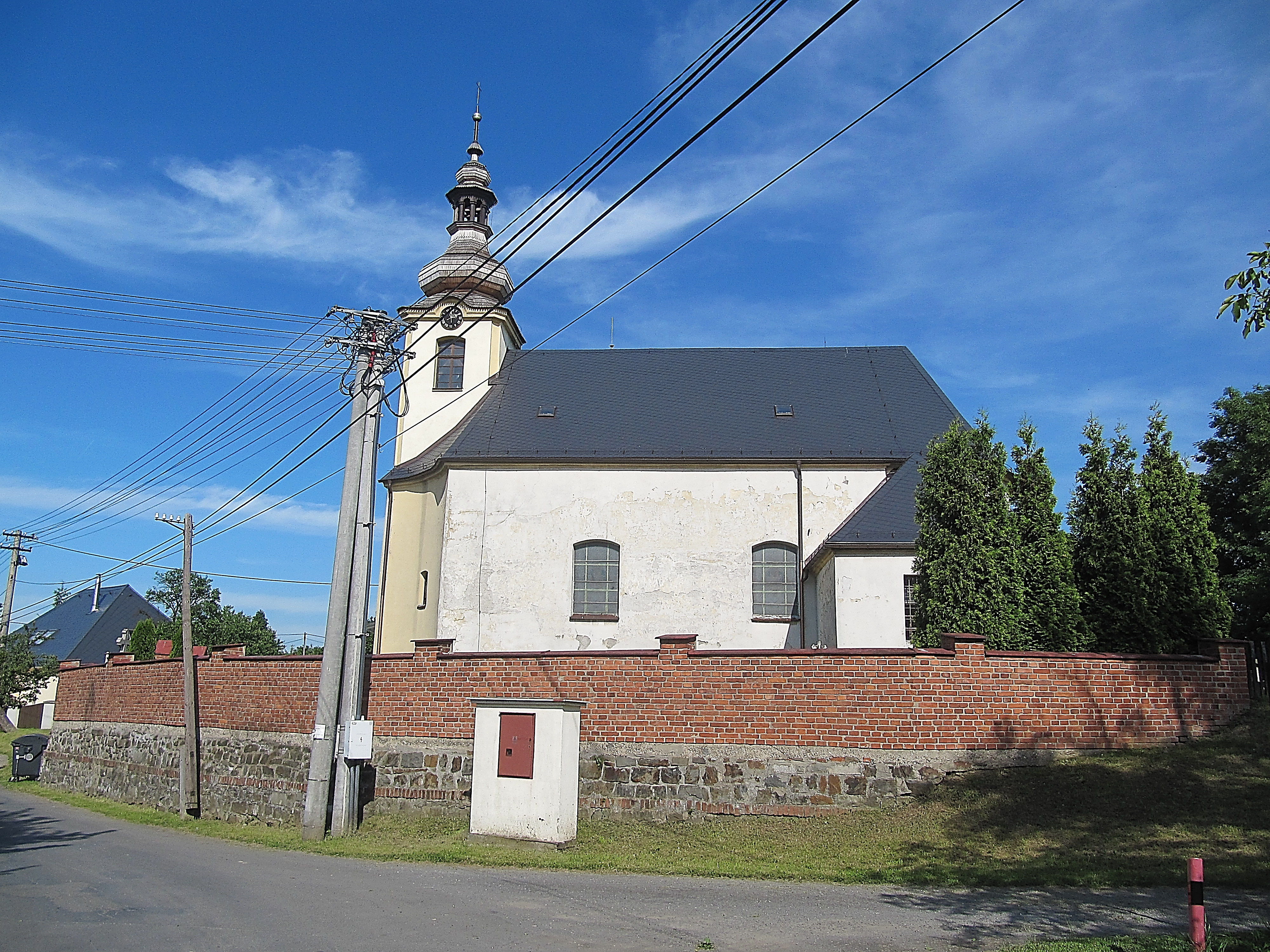
Westseite der Kirche (2013)

Die Kirche St. Prokop (tschechisch Kostel svatého Prokopa) ist ein Kirchengebäude des römisch-katholischen Bistums Ostrau-Troppau im Ortsteil Pohoř (Pohorsch) der Stadt Odry (Odrau) im Okres Nový Jičín, Tschechien. Sie gehört zur Pfarrei Odry.

## Lage
Die klassizistische Kirche befindet sich südlich über dem Dorfplatz von Pohoř auf einer Hochfläche zwischen den Kuppen Olšová (Olschenberg, 475 m n.m.) und Pohoř (Pohorschberg, 480 m n.m.). Sie wird von einem annähernd kreisrunden ummauerten Friedhof umgeben. Südlich verläuft die Ortsverbindungsstraße von Odry nach Kletné (Kletten).
Bis ins 19. Jahrhundert bildete die Kirche den südlichen Abschluss des Dorfes und lag am Weg zum Tal des Zlatý potok (Goldgrubenbächlein) mit den Pohorscher Bergwerken. Später wurde die Ortsbebauung über die Kirche hinaus nach Südwesten ausgeweitet.

## Beschreibung
Das nach Norden ausgerichtete einschiffige Bauwerk besteht aus einem rechteckigen Schiff und einem halbrunden Presbyterium an der Südseite, an das sich beiderseits symmetrisch zwei annähernd gleich große Anbauten mit rechteckigem Grundriss anschließen. Im leicht größeren westlichen Anbau befindet sich eine Kapelle, im östlichen eine Sakristei mit einem  Oratorium im Obergeschoss. Das Schiff ist mit einem Satteldach, die beiden Anbauten mit dreiseitigen Walmdächern versehen. Den nördlichen Abschluss in der Hauptfassade bildet der Kirchturm mit Uhrwerk sowie Zwiebeldach und Dachlaterne mit Schindelbedeckung.
Der Hauptaltar mit einem Altarbild des böhmischen Landesheiligen Prokop von Sázava stammt aus dem Übergang vom 18. zum 19. Jahrhundert. Ein der Jungfrau Maria geweihter Seitenaltar wurde Ende des 19. Jahrhunderts geschaffen. Aus dieser Zeit stammt auch die Orgel aus der Werkstatt von Karl Neusser in Neutitschein.
Gregor Wolny verwies 1835 in seiner topographischen Beschreibung des Prerauer Kreises auf zwei Glocken mit Inschriften aus den Jahren 1490 und 1546.
Neben der Kirche liegt der Pfarrhof. Vor der Nordseite der Friedhofsmauer befindet sich ein Steinernes Kreuz.

## Geschichte
Eine Pfarrei in Pohorsch ist seit 1440 nachweislich, jedoch deutet das Patrozinium des hl. Prokop von Sázava, der neben der hl. Barbara von Nikomedien als Schutzpatron der Bergleute gilt, auf eine frühere Entstehung im Zusammenhang mit dem seit Beginn des 13. Jahrhunderts nachweislichen Bergbau auf dem Pohorscher Plateau hin. Wann die alte Schrotholzkirche errichtet wurde, ist nicht überliefert. Die Pfarrei erlosch während des Dreißigjährigen Krieges. Die ersten Kirchenbücher wurde 1637 in Fulnek geführt. 1784 stiftete der Religionsfonds eine zur Pfarrei Fulnek gehörige Lokalie in Pohorsch, zu der auch die Dörfer Jastersdorf und Kletten gehörten; ab dieser Zeit erfolgte die Matrikenführung vor Ort.
1791 erfolgte der Abbruch der Schrotholzkirche. An ihrer Stelle entstand ein steinerner Kirchenbau, der im Wesentlichen klassizistische Merkmale aufweist, jedoch einen spätbarocken Zwiebelturm erhielt. Es wird angenommen, das die Baupläne vom Fulneker Baumeister Johann Sarkander Thalherr stammen. Die neue Kirche wurde 1793 als Filialkirche der Pfarrei Fulnek geweiht und am Übergang vom 19. zum 20. Jahrhundert zur Pfarrkirche erhoben.
Heute gehört die Kirche zur Pfarrei Odry. Seit 2004 ist sie als Kulturdenkmal geschützt.